# André Lefèvre d'Ormesson (1577-1665)
Pour les articles homonymes, voir Ormesson.
Pour les autres membres de la famille, voir Famille Lefèvre d'Ormesson.
André Lefèvre d'Ormesson (1577-1665) est un homme d'État et magistrat français, membre de la famille Lefèvre d'Ormesson.

## Biographie
Doyen des conseillers d'État, il vécut très vieux, et fut célébré par Gui Patin  - qui avait pourtant la dent dure - , pour son « extrême probité et sainteté de sa vie ».
L'ancienne Ormesson est la seigneurie d'origine de la famille Lefèvre d'Ormesson, acquise en 1554 et située dans l'actuelle commune d'Épinay-sur-Seine. Ce château est peu à peu abandonné par la famille, qui s'installe dans le château d'Amboile.
La terre d'Amboile - Amboile prit plus tard le nom d'Ormesson, l'actuelle Ormesson-sur-Marne - avait en effet été apportée en dot par Anne Le Prévost qu'André Lefèvre d'Ormesson épouse en 1604. Ils eurent comme troisième fils, Olivier Le Fèvre d'Ormesson, né en 1616.
Ils avaient leur chapelle, dite du Saint-Nom de Jésus, dans l'église Saint-Nicolas-des-Champs, à Paris. Le monument funéraire (disparu) d'André Lefèvre d'Ormesson y fut sculpté par Étienne Le Hongre, avant ou vers 1655, quand il meurt à l'âge de 87 ou 88 ans.
Il a laissé des Mémoires dont le manuscrit est conservé à la bibliothèque municipale de Rouen. On y trouve notamment un témoignage précieux sur l'enseignement des humanités à la fin du XVIe siècle (il fut élève au Collège du Cardinal-Lemoine, de 1586 à 1590).